# Sant Andreu del Pujol del Racó
Sant Andreu del Pujol del Racó és una església romànica del municipi de la Coma i la Pedra, a la comarca del Solsonès. És un monument protegit i inventariat dins el Patrimoni Arquitectònic Català

## Situació
L'església es troba al marge dret de la Ribereta del Pujol que baixa, amb molt cabal, pel Clot de l'Infern, de la Serra del Verd. Està mig amagada per la vegetació aigües avall de la masia del Pujol del Racó.
Per anar-hi cal prendre la pista que surt del km. 4,6 de la carretera LV-4012 (de Sant Llorenç de Morunys a Tuixén)(42° 10′ 10″ N, 1° 35′ 47″ E / 42.16944°N,1.59639°E), en direcció a llevant. La pista està barrada al pas de vehicles i cal anar-hi a peu. Es deixa a la dreta, a dalt, la Torre de la Vila i al cap de 2,3 km. (42° 10′ 37″ N, 1° 36′ 10″ E / 42.17694°N,1.60278°E)es pren la pista de l'esquerra que amb uns 400 metres, una volta creuada la Ribereta, s'arriba a l'església. Seguint la pista es poden visitar la Torre de la Vila i la masia del Pujol del Racó en un quilòmetre més. Caminada molt recomanable, sobretot a la tardor o a la primavera.

## Descripció

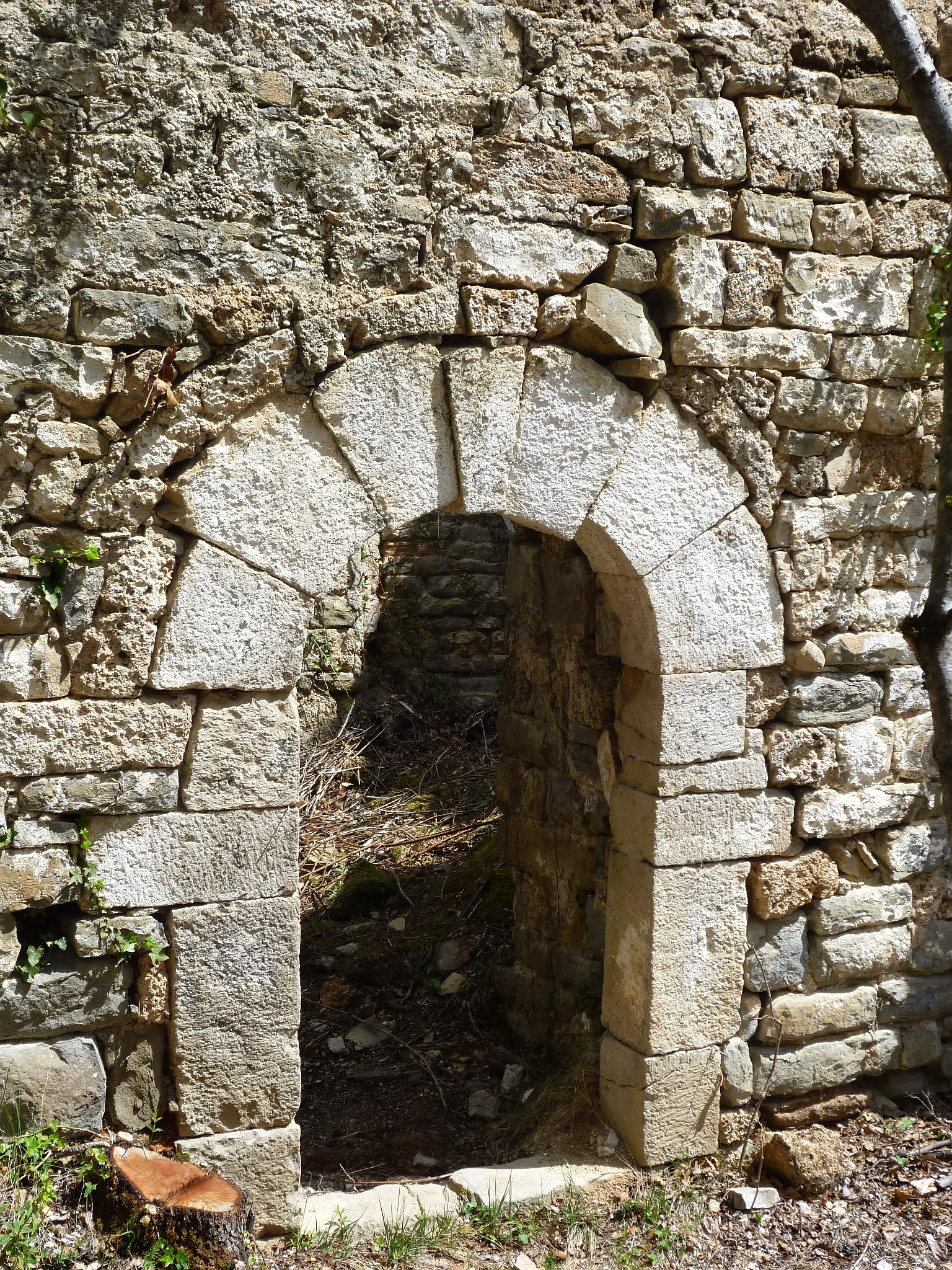
Porta d'entrada

Església romànica d'una sola nau amb absis quadrat cobert amb volta de canó i més estret que la nau de l'església, també coberta amb volta de canó i en part enfonsada. Un senzill arc triomfal separa la nau de l'absis, orientat a llevant. El parament és de pedres escairades i col·locades en fileres, més senzill en tot l'edifici que el de la volta. Al mur de tramuntana, hi ha dos arcosolis adovellats amb arc de mig punt i a l'absis, hi ha un petit nínxol per a col·locar la imatge del sant patró. La porta d'entrada es troba al mur de migdia i és d'arc de mig punt adovellat. Les finestres de doble esqueixada estan també al mur de migdia, justament a l'absis i a ponent.

## Notícies històriques
L'església de Sant Andreu de Pujol del Racó fou coneguda antigament amb el nom de Sant Andreu de Mosoll (nom de la riera propera a l'església). Una de les primeres notícies que tenim d'aquesta església, correspon a l'any 1050 i s'esmenta com a església del monestir de Sant Llorenç de Morunys en una relació dels béns d'aquest monestir: "Et in Mosullo ipsa ecclesia de Sancti Andree et mansione dominica et alaudem et vineas". L'any 1103, Ramon Miró feu donacions al monestir de Santa Maria de Solsona entre les quals s'esmenta el terme de Sant Andreu (possiblement no l'església), entre altres possessions a la Vall de Lord; Solsona aconseguia així limitar i voltar les possessions del monestir rival de Sant Llorenç de Morunys. L'església pertanyia al monestir de la Vall de Lord al segle XV: dos priors del monestir s'anomenen Benet i Bernat de Sant Andreu de Mosoll i la veïna casa de Sant A. de Mosoll, havia de servir a l'església procurant que s'hi celebressin misses i amb el delme de la dita casa, il·luminar l'església. Els hereus de la casa de Sant Andreu de Mosoll, veïna a l'església, pagaren l'any 1335, 100 sous per la ratificació de l'establiment fet pel prior de Sant Llorenç de Morunys. L'any 1343 l'abat de Tavèrnoles i de Sant Llorenç de Morunys ratificà als homes de Linya els censos, drets i redits que aquests rebien de moltes parròquies de la Vall de Lord, entre les quals hi havia Sant Andreu de Mosoll.